# 八十山和代
八十山 和代（やそやま かずよ、1959年 - ）は、日本の女性洋画家。ブラジル・サンパウロ州バストス市生まれ。
石川県小松市でアトリエを兼ねた八十山雅子・和代美術館を運営している。京都市に八十山雅子・和代美術館　京都分館がある。京都の竹林に感銘を受けて以来、竹をモチーフとした作品を描きつづけ、竹画家と呼ばれる。東京、京都、ブラジル、中国、アメリカなどで個展を開催した。

## 肩書
- 八十山雅子・和代美術館 代表
- （財）竹文化振興協会 理事
- 本能寺信長まつり実行委員会 理事 兼 事務局長
- 丹波國一之宮 出雲大神宮 崇敬会 常任理事
- （財）木下美術館 評議委員
- 京都大連文化協会 理事
- NPO法人まちづくり小松 副理事長
- 保護司

## 人物

### たった一人での数々の実績
画家が海外個展を実行する時、通常は、画商やスポンサーなどがサポートして開催されるが、八十山は自身で30歳から48歳までに6回の海外美術館個展を実施した。

### ニューヨークで初の個展
1991年にニューヨーク・ソーホでの個展に始まり、1992年にノースウエスト航空の協賛を得て行われた2度目のニューヨークでの個展は、名門「ザ・アート・ディレクターズクラブ」で画家の母への感謝の気持ちを込めて母娘個展となった。

### 中国への進出
1995年は、竹の本場、中国進出と言う大きな夢を持って乗り込み、上海市、成都市、西安市を主催。中国東方航空、中国西南航空、中国西北航空を協賛。財団法人イオン環境事業財団を助成。在中国日本大使館、上海総領事館、上海美術館、四川省美術館、西安美術学院美術館を後援にして3都市にて個展開催。

### 母との約束の実現
1998年は、1996年に他界した母雅子との約束実行の為、八十山画伯が生まれたブラジルの3都市（サンパウロ、リオ、ブラジリア）で、母娘巡回展を開催。国家公認記念事業、国際交流基金助成事業、JALが協賛、在ブラジル日本大使館、在サンパウロ日本総領事館、在リオ・デ・ジャネイロ日本総領事、ブラジル国立歴史博物館、京都府、石川県、茨城県、京都市、小松市、八幡市、長岡京市等々が後援で母娘ブラジル巡回展開催。リオのブラジル国立博物館に和代の作品が所蔵された。

### 再び中国へ
2000年に中国西安美術学院に留学し中国画を学んだ。洋画家八十山画伯の描く竹の絵に日本画の原点である本場中国の水墨画の技法を取り入れ、日本を含めたアジアの画家としての進出を信じた。留学中に北京に近い将来、北京事務所設立を念頭に置いていた。後に2003年、北京に個人事務所を設立した。
2002年には、北京の中国革命博物館と南京市の南京博物院で個展開催。国家公認記念事業になった。主催を江蘇省文化庁、江蘇省、北京画院。協賛を中国国際航空。後援を在中国日本大使館、在上海日本総領事館『2002年「日本年」「中国年」日本側実行委員会』、北京市文化局、京都府、石川県、京都市、小松市、中国革命博物館、南京博物院等々にて2都市（中国革命博物館：北京市 南京博物館：南京市）で個展開催。北京画院と南京博物院に和代の作品が所蔵された。

### 再びブラジルへ
2008年は、主催をブラジリア連邦区政府。協賛をブラジル連邦貯蓄銀行本社美術館、大成ラミック。後援を在ブラジル日本大使館、京都府、石川県、京都市、小松市等々にて首都ブラジリア市のブラジル連邦貯蓄銀行本社美術館にて2回目の個展開催。ブラジル国立美術館に和代の作品が所蔵された。
その他、1998年にコスタリカにて個展、コスタリカ大統領と竹の絵の寄贈式、2005年にインドにて個展、インド副大統領と竹の絵の寄贈式など国際文化交流を深めた。

## 作品所蔵
- 建長寺（鎌倉市）[3]
- 高台寺（京都市）
- ブラジル国立美術館（ブラジリア市）
- ブラジル貯蓄銀行本社（ブラジル）
- 石川県人会館（ブラジル）
- 八幡市（京都府）
- 水俣市（熊本県）
- 国立京都国際会館（京都市）
- 西安市（中国）／バストス市（ブラジル）
- ブラジル国立歴史博物館（ブラジル）
- 京都商工会議所（京都市）
- 大原野中学校（京都市）
- 倉敷市（岡山県）
- 苗代小学校（小松市）
- 北京画院（中国）
- 南京博物院（中国）
- 向日市（京都府）
- 小松市役所（石川県）
- 長岡京市役所（京都府）

## テレビ出演
- 1992年 「生きる」 第326回 竹に魅せられて〜八十山和代〜（毎日放送）
- 1996年 ナウ 京の竹林・洋画家 八十山和代（毎日放送）
- 1998年 関西の輝く女性達「洋画家 八十山和代」（NHK放送）
- 1999年 にっぽん列島小さな旅 〜竹の恵みに包まれて〜洋画家 八十山和代（NHK放送）
- 2002年 洋画家 八十山和代の世界・1回〜8回1年間（RCV京都）
- 2003年「京都が好き」出演（テレビ朝日）
- 2004年 「都のかほり」出演（テレビ朝日）
- 2011年 「おはよう日本」洋画家八十山和代「亡き母との合作を通して被災地に思い届けたい」（NHK放送）
- 2015年 　新ふるさと人と人 洋画家八十山和代（石川TV・フジテレビ）
- 2019年　HABスーパーJチャンネル特集コーナー「八十山雅子・和代美術館特集」（北陸朝日放送）
- 2021年　北陸中日新聞　テレビコマーシャル
- 2022年　北陸中日新聞　テレビコマーシャル

## 著作
- 「西安的バンブーの和」〜竹の洋画家中国を行く〜元気エッセイ（2001年）
- 「日本・中国の山水・花鳥・人物」〜八十山和代 日中友好帰国展〜（2001年）
- 「日本文化展」〜日本ブラジル交流年 八十山和代（2008年）